# Bicorno

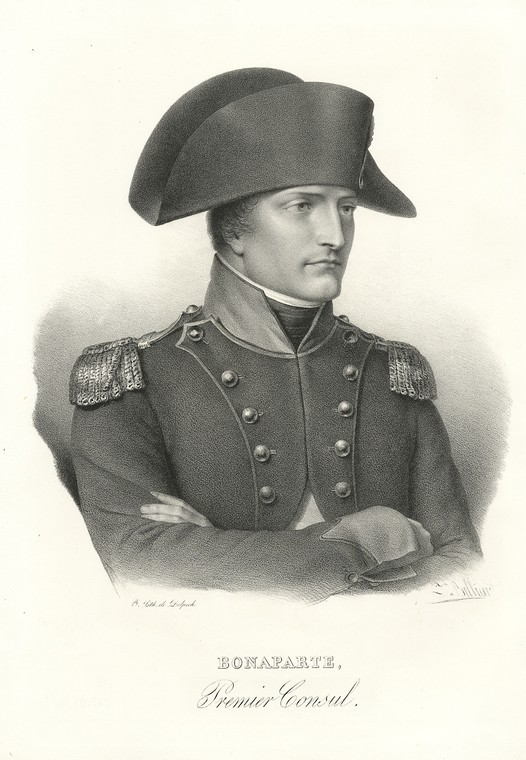
Napoleone Bonaparte con il suo tradizionale bicorno

Il bicorno, o feluca, è una forma arcaica di cappello associata all'inizio del XIX secolo indossato soprattutto in Europa e successivamente in America, in special modo nelle uniformi. 
Esso è altrettanto associata alla figura di Napoleone Bonaparte che era solito indossarla, per distinguersi, parallelamente alle spalle; i suoi generali invece l'indossavano perpendicolarmente alle spalle. È sopravvissuta nell'uso dell'uniforme militare sino al 1914.
A differenza del tricorno, da cui deriva, il bicorno è costituito da una forma di stoffa fissa imbottita con materiale rigido che crea due pinne di forma semicircolare rialzate rispetto alla testa, una sul fronte e una sul retro; solitamente sul fronte della feluca si trovava una coccarda con i colori della bandiera nazionale. La tipica forma del bicorno aveva una specifica funzionalità, cioè quella di poter essere posto facilmente sotto il braccio quando non veniva indossato e pertanto in francese esso venne definito anche chapeau-de-bras.
Alcune maschere della commedia dell'arte hanno il bicorno come copricapo, ad esempio Arlecchino (in talune rappresentazioni), Stenterello, Burlamacco e Rugantino. 
Nella maggior parte dei reggimenti britannici prima del 1914, alcuni ufficiali di stato maggiore in uniforme completa indossavano cappelli a gallo al posto del consueto copricapo reggimentale.

## Uso attuale

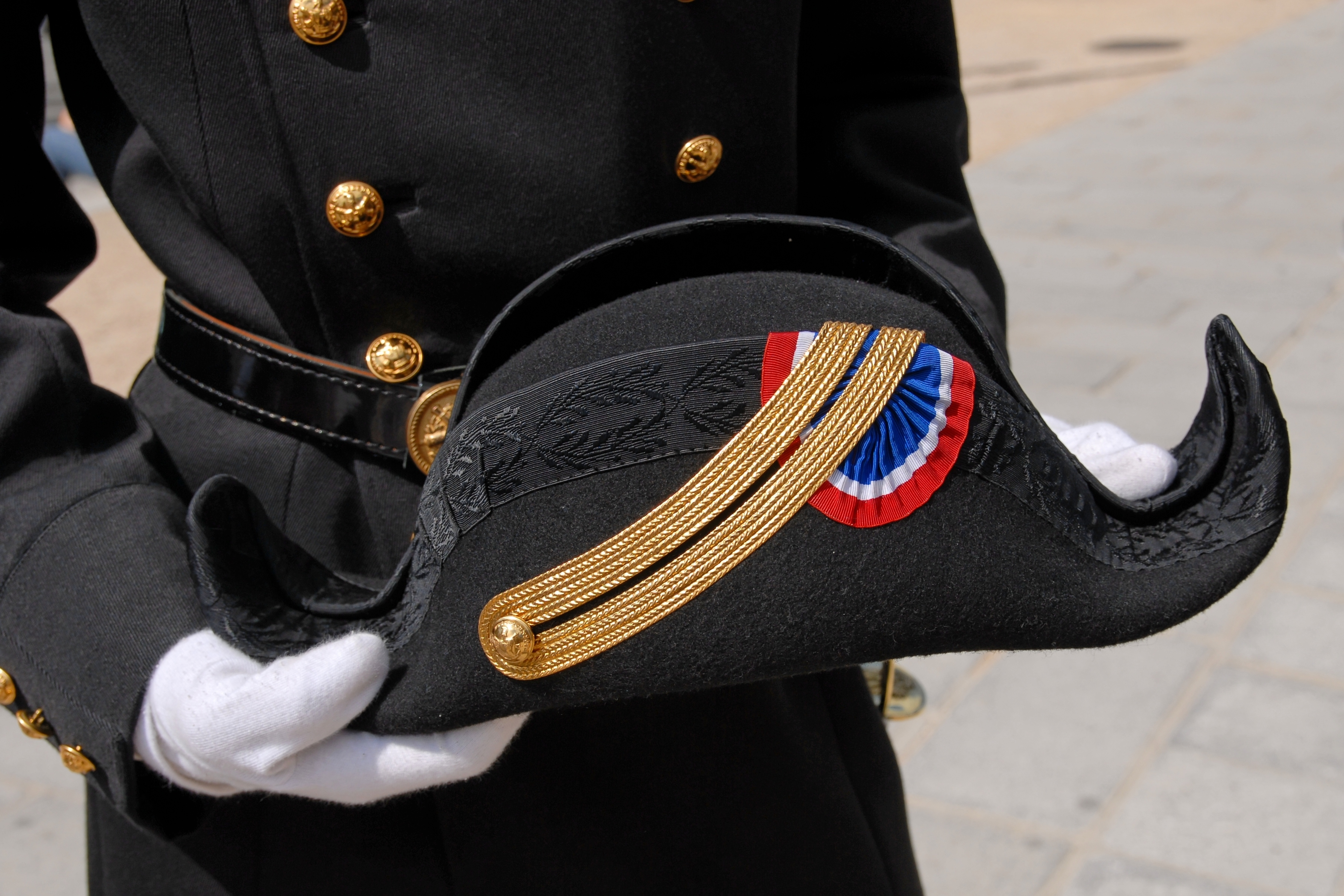
L'uniforme completa dell'École polytechnique di Francia che comprende pantaloni neri con una striscia rossa (gonna per le donne), un soprabito con cintura e bottoni dorati ed un bicorno.

Attualmente il bicorno è ancora utilizzato, perlopiù in divise diplomatiche, che possono essere completate nel caso degli ambasciatori da una fila di piume di colore bianco o nero che corre lungo il bordo della tesa.

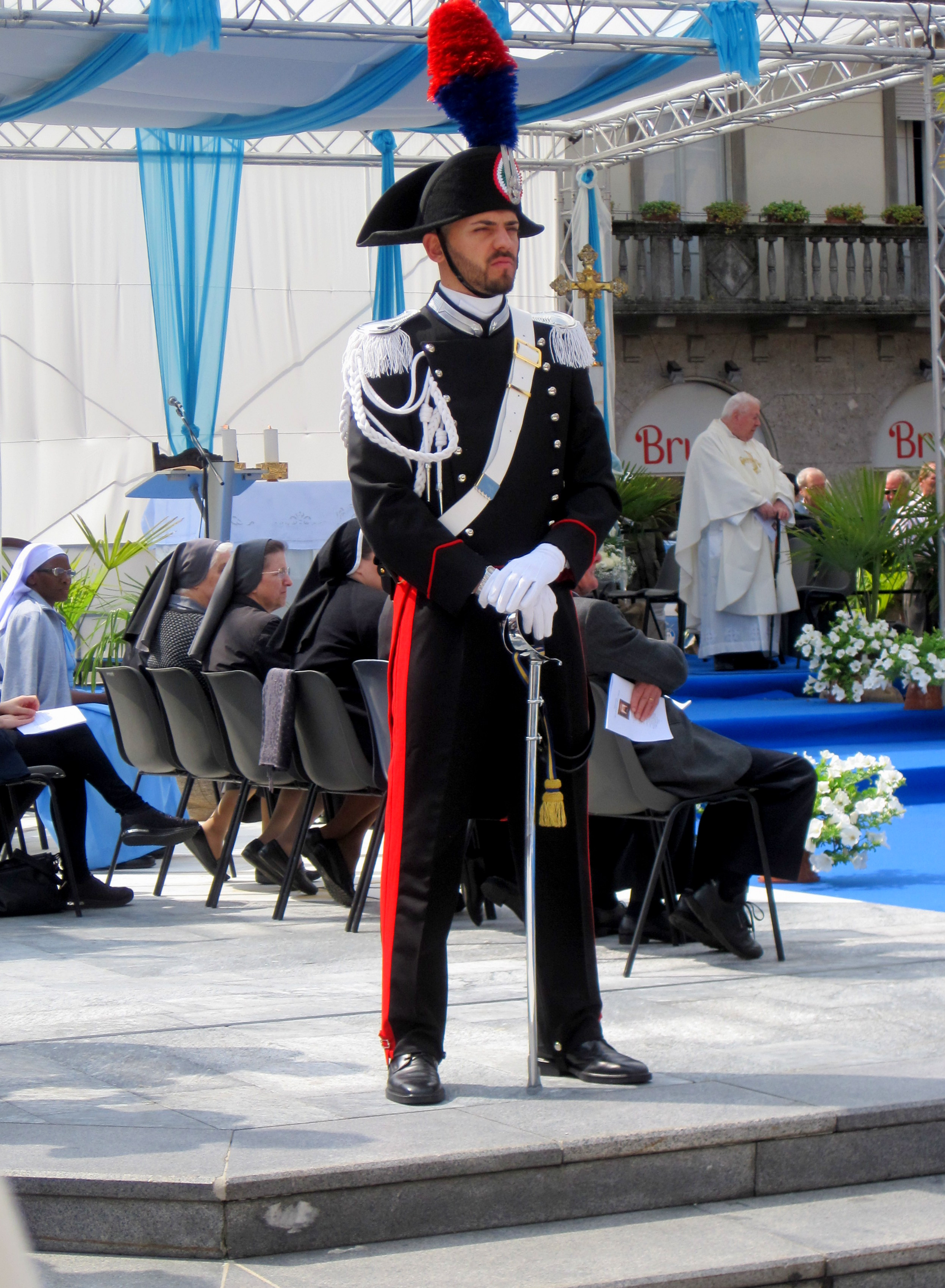
Carabiniere in alta uniforme con il bicorno in testa

I membri dell'Académie française lo indossano nella divisa ufficiale, come pure la Milizia Tradizionale di Calasca; in Svizzera lo indossano gli uscieri di stato e della Confederazione. 
L'uniforme della Scuola di equitazione spagnola di Vienna include un bicorno.

### Forze armate
La feluca è caratteristica delle uniformi di rappresentanza dei Carabinieri italiani, della Guardia Civil spagnola e della Guardia del Consiglio Grande e Generale di San Marino.
In Francia, fa parte dell'uniforme degli allievi dell'École polytechnique e dei cadetti dell'Accademia medica militare francese ("Ecole de Santé des Armées").